# نحل نجار شرقي
النحل النجار أو نحل الخشب الكبير (الاسم العلمي: Xylocopa virginica) هو نحل ينتمي إلى جنس النحل النجار، يمتد عبر الجزء الشرقي من الولايات المتحدة إلى كندا، ويعشش في أنواع مختلفة من الخشب ويأكل حبوب اللقاح والرحيق. النحل النجار الشرقي مشابهة لمعظم أنواع النحل في أنها لا تملك ملكة؛ تعتبر الإناث المهيمنة مسؤولة عن التكاثر والبحث عن الطعام وبناء العش، على الرغم من أنهن قد تحصلن أحيانًا على مساعدة من بناتهن. النحل النجار الشرقي هو نوع مشترك الموطن مع النحل النجار الجنوبي [الإنجليزية] (Xylocopa micansin) في جنوب شرق الولايات المتحدة.

## وصلات خارجية
- OSU Agricultural Extension Fact Sheet - HYG-2074-06
- Carpenter Bees - Penn State Entomology Department Fact Sheet